# August Iffert
August Iffert (* 31. Mai 1859 [abweichend 31. August 1859] in Braunschweig; † 13. August 1930 in Dresden) war ein deutscher Opernsänger (Bariton), Gesangslehrer und Musikschriftsteller.

## Leben
Iffert studierte Gesang in Hannover und Berlin, dann wirkte er kurze Zeit als Bariton-Sänger und Schauspieler, unter anderem als Don Fernando in Beethovens Fidelio und als Valentin im Faust von Gounod. 1884 verließ er die Bühne und wurde Gesangslehrer in Leipzig. Er arbeitete als international renommierter Professor ab 1891 am Conservatorium der Musik in Coeln, ging 1893 an das Dresdner und 1904 (oder bereits ab 1898) in Wien an das Conservatorium der Gesellschaft der Musikfreunde. Um 1909 kehrte Iffert nach Dresden zurück.
Iffert gehörte zu den bedeutendsten Gesangspädagogen seiner Zeit, der viele hervorragende Künstler ausbildete. Dazu gehörten Frieda Langendorff, Erik Schmedes, Albert Fischer, Ludwig Fränkel, Elise Breuer und Egon Fuchs, aber auch der in der Nähe wohnende musikalische Privatier, der pensionierte General Charles Garke und der mit diesem befreundete Heldentenor Dr. Horst Wolf.
Iffert verfasste mehrere musiktheoretische Werke, aber auch vielbenutzte Gesangs- und Sprechschulen.
Er wohnte ab 1909 bis zu seinem Tod im sächsischen Kötzschenbroda in der heutigen Hohen Straße 3. Iffert ist auf dem Friedhof Radebeul-West beerdigt. Von 1935 bis 1966 trug die heutige Makarenkostraße in Radebeul seinen Namen.

## Schüler (Auswahl)
- Wilhelm Cronberger

## Werke
- Allgemeine Gesangsschule. 1895.
- Sprechschule für Schauspieler und Redner. 1910.
- Etwas vom Gesange.  F. E. C. Leuckart, Leipzig 1929.
- Sprechschule für Schauspieler und Redner. Breitkopf & Härtel, Leipzig 1920.